# Escriptura ibèrica nord-oriental

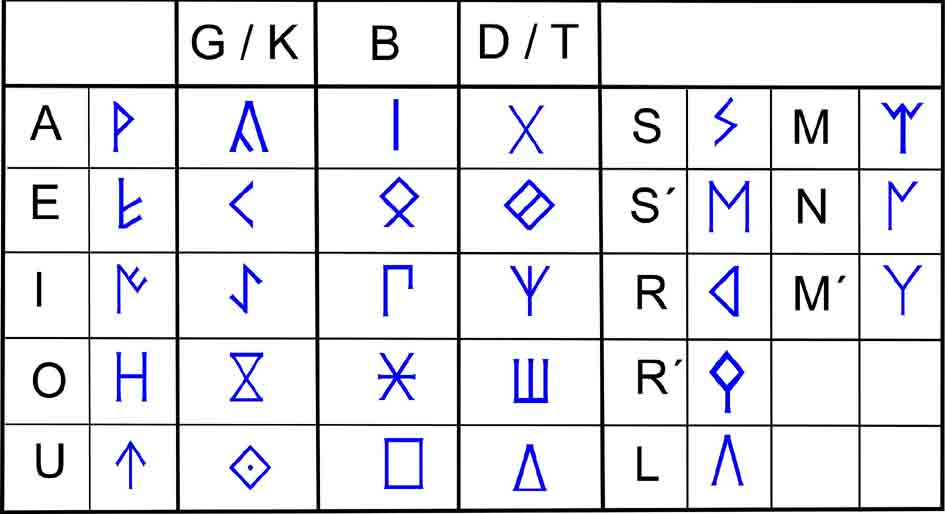
Un signari ibèric nord-oriental no-dual ss. II-I aC

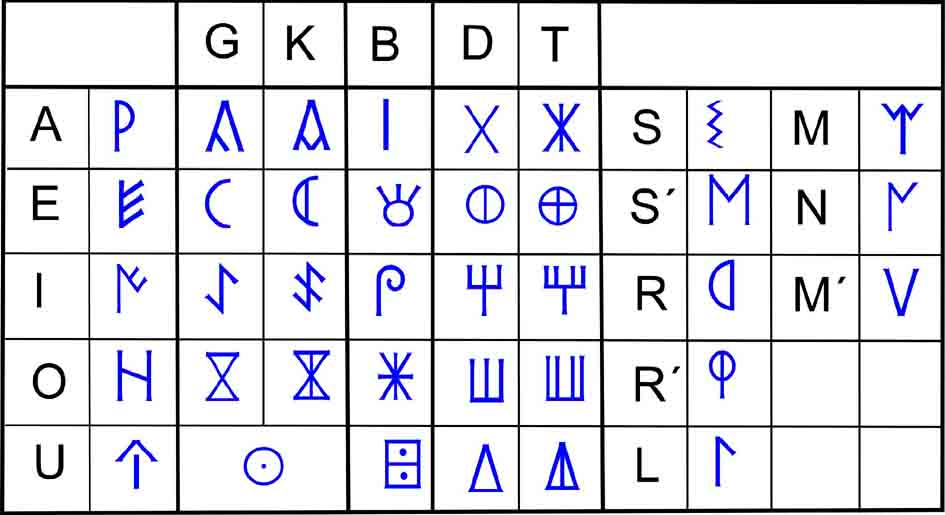
Un signari ibèric nord-oriental dual, s. IV-III aC (adaptat de Ferrer i Jané, 2005)

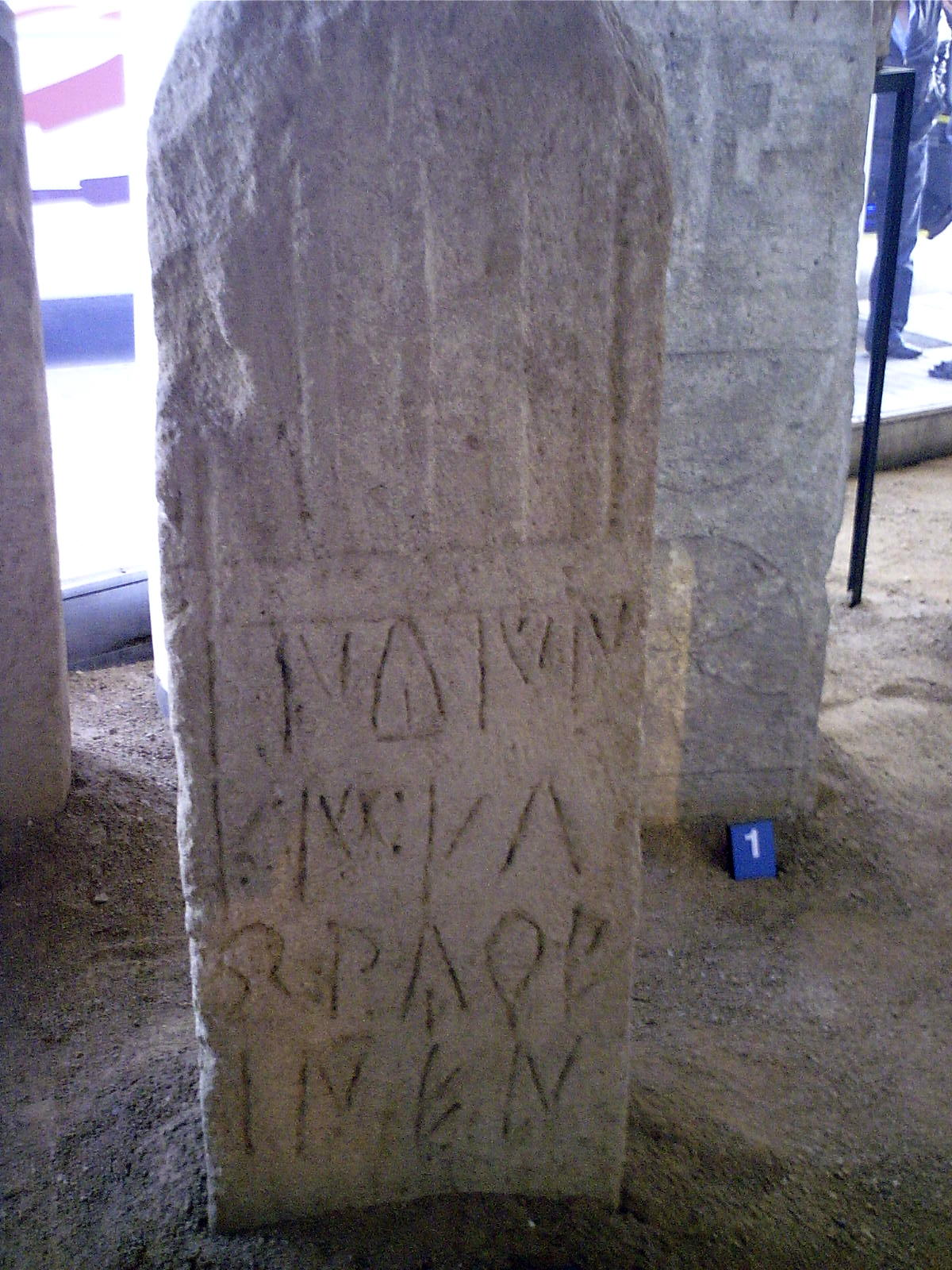
Estela de Badalona (Museu de Badalona)

L'escriptura ibèrica nord-oriental, també coneguda com a llevantina o simplement ibèrica per ser, amb diferència, la més freqüent de les escriptures ibèriques, va ser el vehicle principal d'expressió de la llengua ibèrica, llengua que també expressen les inscripcions en escriptura ibèrica sud-oriental, però cal destacar que el valor de la majoria de signes d'aquestes escriptures no coincideix en absolut, tot i que el repertori de signes és similar. Tot i així, la hipòtesi més acceptada considera que l'escriptura nord-oriental deriva directament de l'escriptura sud-oriental. Sobre l'origen de les escriptures paleohispàniques no hi ha consens: per a alguns investigadors, el seu origen està directament i únicament lligat a l'alfabet fenici, mentre que per d'altres en la seva creació també hi hauria influït l'alfabet grec.
Com la resta d'escriptures paleohispàniques, aquesta escriptura presenta alhora signes amb valor sil·làbic, per les oclusives, i signes amb valor alfabètic, per la resta de consonants i vocals. Des del punt de vista de la classificació dels sistemes d'escriptura, no és ni un alfabet ni un sil·labari, sinó una escriptura mixta que s'identifica normalment com a semisil·labari. El signari bàsic està format per 28 signes: 5 vocàlics, 15 sil·làbics i 8 consonàntics (una lateral, dues sibilants, dues vibrants i tres nasals). El seu desxiframent, culminat el 1922 per Manuel Gómez-Moreno, és pràcticament total i es basa principalment en l'existència de nombroses llegendes monetàries, algunes bilingües o quasi bilingües, fàcilment relacionables amb topònims coneguts per les fonts clàssiques. Del signari ibèric nord-oriental se'n coneixen dues variants: la variant dual és gairebé exclusiva de les inscripcions més antigues dels s. V, IV i III aC i es caracteritza per l'ús del sistema dual, descobert per Joan Maluquer de Motes el 1968, que permet diferenciar els sil·labogrames oclusius dentals i velars sords dels sonors amb un traç afegit, de manera que la forma simple representa la sonora i la forma complexa la sorda. La variant no dual és gairebé exclusiva de les inscripcions més modernes dels s. II i I aC.
L'escriptura ibèrica nord-oriental s'escriu molt majoritàriament d'esquerra a dreta i es va usar fonamentalment en el quadrant nord-oriental de la península Ibèrica: una ampla franja costanera des del sud del Llenguadoc-Rosselló fins a Alacant, que penetra a l'interior per la vall de l'Ebre i que correspon a la major part dels pobles que les fonts clàssiques identifiquen com a ibers (indigets, ausetans, laietans, lacetans, cossetans, ilergets, ilercavons, sedetans, edetans, contestans, etc.). Els contextos arqueològics més antics les situen a finals del s. V aC, mentre que els més moderns són de finals del s. I aC o potser de principis del s. I dC. Les inscripcions nord-orientals apareixen sobre suports molt variats (monedes de plata i bronze, làmines de plom, ceràmiques àtiques, ceràmiques de vernís negre A i B, ceràmiques pintades, dòlies, àmfores, torteres, esteles i plaques de pedra, mosaics, etc.) i és, amb diferència, el signari paleohispànic més documentat, uns dos milers d'inscripcions que representen el 95% del total.
Es coneixen quatre abecedaris o signaris ibèrics nord-orientals, tots aquests corresponents a la variant dual: el signari del Castellet de Bernabé, en una vora d'una tenalleta de ceràmica pintada ibèrica, el signari del Tos Pelat, distribuït en dues làmines de plom, i dos signaris rupestres en roques de la Cerdanya a Ger i a Bolvir.

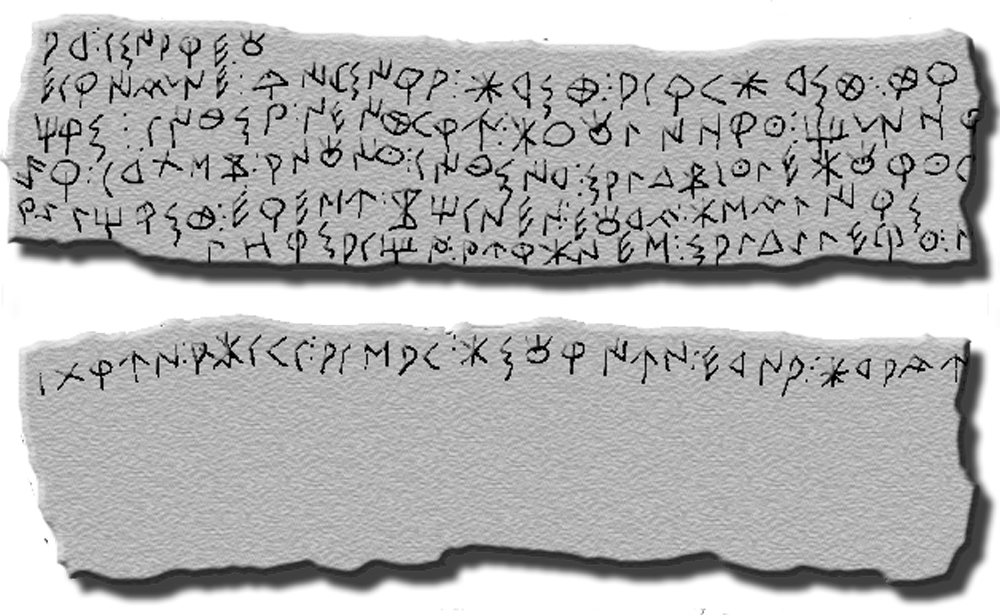
Plom del Puig de Sant Andreu (Ullastret) (s. IV aC)
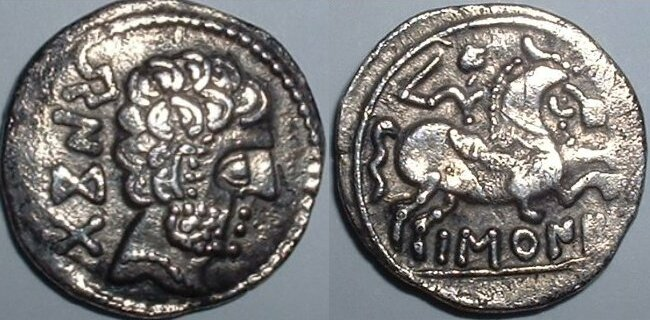
Anvers i revers d'un denari de la seca Bascunes. (Meitat del s. II aC). Localització indeterminada, probablement a Navarra